# 韓国国家有功者
韓国国家有功者（かんこくこっかゆうこうしゃ, 국가 유공자〈クッガ ユゴンジャ〉）とは韓国政府から建国後に国功を立てた者と認定された者。
「国家有功者」対象者には本人や家族などに授業料を全額または一部支援する制度を「国家有功者等礼遇及び支援に関する法律」で規定して運営している。韓国政府の報勲部（省に相当）が担当している。
対象者は国立ソウル顕忠院や国立大田顕忠院などに埋葬される。

## 韓国右派左派の対立
韓国建国以前の日本統治時代の朝鮮時代は日本国民だった中での対象者として、朝鮮戦争英雄のペク・ソンヨプ将軍（大韓民国陸軍大将）、金白一元米軍政国防警備隊（韓国軍の前身）第3連隊長、金錫範第2代大韓民国海兵隊司令官、申鉉俊初代大韓民国海兵隊司令官、金洪俊国防警備隊第4連隊創設中隊長、白楽濬延世大学初代総長、白洪錫初代大韓民国陸軍特別部隊司令官、宋錫夏元大韓民国国防研究院院長、申応均初代大韓民国国防科学研究所所長、申泰英第4代韓国国防部長官、李応俊初代大韓民国陸軍参謀総長、李鐘賛第8代韓国国防部長官などがいるが、韓国左派と韓国右派の対立要素ともなっている。
韓国左派の文在寅政権は、同じく韓国左派ほ盧武鉉政権が2005年に開催した親日反民族行為真相究明委員会にて親日派と批判された上記の国家有効者12人の安葬記録に「親日派」と追記し、公示した。
2023年の尹錫悦政権は、韓国社会の左傾化是正の一貫として、ペク将軍の親日派追記を除去し、他の11人のも遺族から削除要請があった場合に同様の対応を取るとした。報勲部（省に相当）削除した理由について、「不純な意図をもって白氏を侮辱し、名誉をおとしめようとした疑い」があったと明らかにした。